# Myrabolia longicornis
Myrabolia longicornis is een keversoort uit de familie Myraboliidae. De wetenschappelijke naam van de soort is voor het eerst geldig gepubliceerd in 1903 door Blackburn.